# Москва — Кассиопея
«Москва́ — Кассиопе́я» — советский научно-фантастический художественный фильм 1973 года, поставленный режиссёром Ричардом Викторовым по сценарию Авенира Зака и Исая Кузнецова. Первая часть кинодилогии, в которую входит также картина «Отроки во Вселенной».
Рабочее название фильма в процессе съёмок — «Удивительные космические приключения».
Первоначально существовал единый сценарий, без деления на два фильма, но когда объём отснятого материала превысил стандартный хронометраж советского фильма, из Госкино СССР было получено разрешение снять два фильма «Москва — Кассиопея» и «Отроки во Вселенной»
Премьера фильма состоялась 23 сентября 1974 года. Затем его увидели в Польше, Германии, Югославии, Чехословакии. По Центральному телевидению СССР впервые фильм был показан 7 ноября 1976 года..
Еженедельник «Спутник кинозрителя» хорошо отзывался о фильме, подчёркивая игру юных актёров и диалоги как главное достоинство кинокартины. Фильм удостоился множества наград, включая премию за лучший фильм для детей на Всесоюзном кинофестивале в Баку, 1974 года, премии на Международного кинофестиваля научно-фантастических фильмов Триест, 1975 года, приза на Международном кинофестивале Москвы, 1975 года, премии «Платеро» на Международном кинофестивале для детей и юношества Хихон, 1975 года, диплома Международного технического конкурса фильмов в рамках конгресса УНИАТЕК Москва, 1976 года и Государственная премия РСФСР имени братьев Васильевых 1977 года

## Сюжет
В первой сцене появляется человек в костюме и галстуке, который склонился над глобусом Луны, где отчётливо виден топоним «Море Москвы». Он представляется как И. О. О. — Исполняющий Особые Обязанности.
Далее в заполненной школьниками в красных галстуках аудитории пионер Виктор Середа делает доклад о проекте полёта к звезде Альфа Кассиопеи (Шедар) на космическом корабле «ЗАРЯ». Выбор цели обусловлен поступающими из этого сектора Галактики сигналами явно искусственного происхождения. Комиссия из трёх академиков поражена проектом, однако их смущает время полёта: только в один конец на самом корабле оно составит около 26 земных лет. Середа на это парирует, что в полёт могут отправиться несовершеннолетние, и тогда при подлёте к цели им будет по 40 лет. В конце доклада Середа получает анонимную записку: «А ты полетела бы? Ведь это на всю жизнь.» с припиской: «С ним полетела бы». Затем выступает пионерка Варвара Кутейщикова, которая считает, что вместо поиска обитаемых планет человечество должно бросить все свои силы на сохранение собственной. Федька Лобанов с задних рядов замечает, что человечеству тоже грозит вымирание, и выступает с прожектёрским проектом двигателя на основе водного топлива. Середа безуспешно пытается выяснить, кто написал ему загадочную записку.
Паша Козелков утром на кухне слышит по радио, что производится набор в экипаж «лиц не старше 14 лет». Козелков и Середа спешат из родной Калуги в Москву, но им заявляют, что набор в экипаж уже закончен. Тогда они решаются обратиться лично к академику Сергею Сергеевичу Филатову. В этот момент к ним является И. О. О., который снимает очки с Середы и, прикосновением руки, исцеляет его зрение, таким образом делая его физические показатели пригодными к полёту. Затем двое друзей оказываются в Академии Наук, где потрясённые гениальностью «калужского Вити» в оперировании с антивеществом академики просят занять место за их столом. Далее идёт комплектация экипажа, которая строится по принципу три (мальчика) на три (девочки). По представлению И. О. О. в экипаж принимают Катю Панфёрову (юного археолога), которая влюблена в Мишу Копаныгина — мальчика с феноменальной памятью.
Далее академик Филатов проводит экскурсию для иностранных журналистов на звездолёте «Заря», демонстрируя командный отсек, кают-компанию, биоцентр, а также «смыслоуловитель» для возможного общения с инопланетным разумом. В этот момент на корабль пробирается Лобанов. Фотографии юных космонавтов выходят на первой полосе газеты «Комсомольская правда». Все шестеро приезжают на пустынную Красную площадь и отдают пионерский салют мавзолею Ленина. Звездолёт отправляется в путь, но на борту оказывается посторонний — Лобанов. Экипаж не знает, что с ним делать: кто-то настаивает на отправке его в спасательной капсуле на Землю, кто-то согласен оставить Федьку на корабле. Во время конфликта тот попадает в «камеру очистки» и оказывается в открытом космосе. Ценой больших усилий его спасают. Выйдя из медицинской комнаты, Лобанов пугается лабораторной крысы Пафнутия и, падая на приборную панель, случайно запускает процессы, благодаря которым звездолёт превышает скорость света.
«Причину происходящего электронно-вычислительная машина установить не может», — слышат космонавты в динамиках. Середа удивляется тому, что они всё ещё живы, и начинает сбавлять скорость корабля. Окончательно придя в себя герои с ужасом обнаруживают, что корабль находится не в Солнечной системе. Тут с ними на связь выходит сильно постаревший Филатов, который сообщает, что на Земле уже прошло 27 лет. Академик строит предположения относительно того, что же произошло с звездолётом: тахионная спираль или субпространство.
Далее они видят на мониторе женщину, которая оказывается их повзрослевшей одноклассницей Милкой Окороковой. Она признаётся, что именно она написала ту самую записку. За прошедшие 27 лет Окорокова стала радиоастрономом, вышла замуж и родила двоих детей — Витю и Варю. Она также сообщает, что за это время им удалось частично дешифровать таинственные сигналы: теперь установлено, что это сигналы бедствия. Лобанов кается в своей глупости и просит вернуть его обратно на Землю. Середа замечает, что это уже невозможно, и Лобанов становится седьмым членом экипажа.

## В главных ролях
- Миша Ершов — Витя Середа, командир «Зари»
- Саша Григорьев — Паша Козелков
- Володя Савин — Миша Копаныгин
- Володя Басов — Федя Лобанов
- Оля Битюкова — Варя Кутейщикова (озвучивает Ольга Громова)
- Надя Овчарова — Юля Сорокина
- Ира Попова — Катя Панфёрова
- Иннокентий Смоктуновский — И. О. О. (Исполняющий Особые Обязанности)
- Василий Меркурьев — Николай Кириллович Благовидов
- академики:
  - Лев Дуров — Сергей Сергеевич Филатов
  - Юрий Медведев — Василий Анисифорович Огонь-Дугановский
  - Пётр Меркурьев — Александр Иванович Курочкин

## В ролях
- Анатолий Адоскин — Кондратий Пантелеймонович, отец Паши Козелкова
- Владимир Золотарёв — академик
- Валентина Куценко — журналистка
- Артём Карапетян — академик
- Раиса Рязанова — Людмила (Мила) Окорокова, руководитель лаборатории, бывшая одноклассница главных героев
- Светлана Радченко — учительница
- Юрий Пучинин — пионервожатый
- Надежда Семенцова — Надежда Филатова, астроном
- Наталья Фатеева — Антонина Алексеевна, мать Паши Козелкова
- Николай Фигуровский — журналист
- Михаил Янушкевич — французский журналист
- Аня Викторова — Мила Окорокова в детстве
- Коля Викторов — школьник Иванов
- Наташа Стриженова — Лёля Козелкова, сестра Паши
- Аркадий Маркин — брат Паши (нет в титрах)
- Авенир Зак — академик (нет в титрах)
- Исай Кузнецов — академик (нет в титрах)
- Ирина Короткова — учительница на экране (нет в титрах)
- Михаил Любезнов — сотрудник лаборатории сверхдальней связи (нет в титрах)

Песню «Этот большой мир» («Ночь прошла», стихи — Роберт Рождественский, музыка — Владимир Чернышёв) исполняет Геннадий Белов.

## Съёмочная группа
- авторы сценария: Авенир Зак, Исай Кузнецов
- режиссёр-постановщик: Ричард Викторов
- главный оператор: Андрей Кириллов
- главный художник: Константин Загорский
- композитор: Владимир Чернышёв
- автор текста песни: Роберт Рождественский
- художник по костюмам: Игорь Красулин
- главный консультант: лётчик-космонавт СССР Георгий Береговой

## Производство
Первоначально существовал единый сценарий, без деления на два фильма, но когда объём отснятого материала превысил стандартный хронометраж советского фильма, из Госкино СССР было получено разрешение снять два: «Москва — Кассиопея» и «Отроки во Вселенной».
На съёмочном процессе это никак не отразилось, вследствие чего во втором фильме в некоторых эпизодах ребята выглядят более юными, чем в первом. Консультантом фильма выступил космонавт Георгий Береговой.
Костюмы для героев были изготовлены из металлизированного нейлона, высокие ботинки снабжены магнитными присосками, а на груди у космонавтов был смыслоуловитель, переводивший с любого языка Вселенной.
Сцена невесомости была снята в четыре этапа при участии инженера-конструктора Ялтинской киностудии Валерия Павлотоса. Движения каждого актёра по собственной траектории произвели сильное впечатление на жюри X международного конкурса «УНИАТЕК».

## Прокат
Фильм вышел на экраны советских кинотеатров 23 сентября 1974 года. Затем прошёл в прокате Польши, Германии, Югославии, Чехословакии.

## Отзывы
В 1974 году фильм удостоился похвалы со стороны еженедельника «Спутник кинозрителя», который в особенности отметил игру юных актёров: «Если попытаться коротко определить главное достоинство [фильма], то оно будет заключаться в серьёзности разговора, который ведут авторы с детьми и вообще со зрителем».

## Награды фильма
- Премия за лучший фильм для детей на Всесоюзном кинофестивале — Баку, 1974.
- Специальная премия на Международном кинофестивале научно-фантастических фильмов — Триест, 1975.
- Серебряный приз в конкурсе детских фильмов на IX МКФ в Москве (1975)[10].
- Премия «Платеро» на Международном кинофестивале для детей и юношества — Хихон, 1975.
- Диплом Международного технического конкурса фильмов в рамках конгресса УНИАТЕК — Москва, 1976.
- Государственная премия РСФСР имени братьев Васильевых — 1977.